# Turystyka w Toruniu

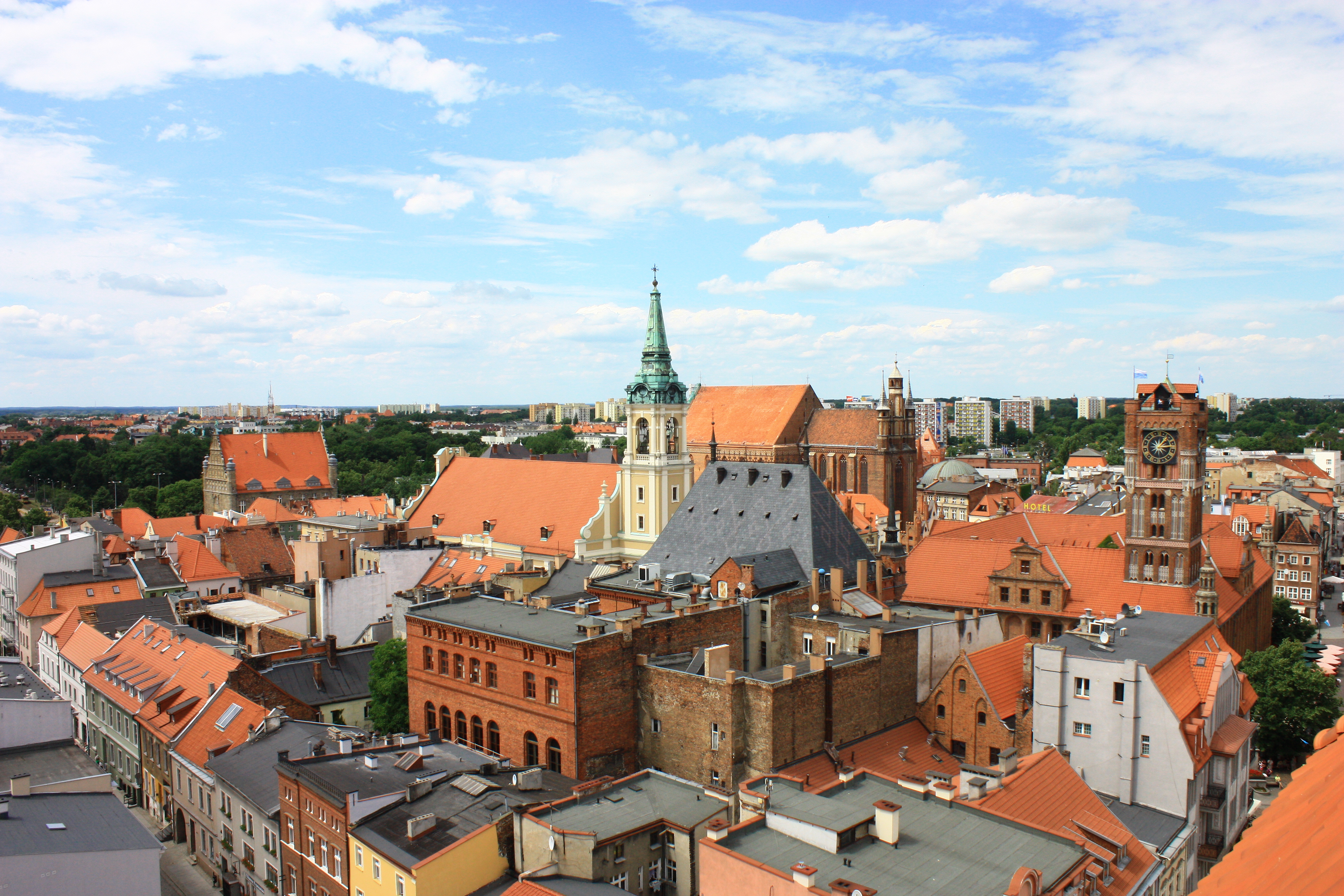
Zespół Staromiejski Torunia, wpisany na Listę Światowego Dziedzictwa UNESCO

Turystyka w Toruniu – charakterystyka i dane statystyczne turystyki w Toruniu.
Miasto położone jest w centralnej Polsce nad Wisłą. Wyróżnia się zabytkową architekturą, bogatą historią oraz tradycjami piernikarskimi. Miasto promuje się hasłami: „Gród Mikołaja Kopernika”, „Gotyk na dotyk” oraz „Piernikowe Miasto”. Sezon turystyczny w mieście trwa cały rok. Większy ruch turystyczny w Toruniu odnotowywany jest w okresie wiosenno-letnim, zwłaszcza w wakacje. Największy ruch turystyczny jest odnotowywany na Starym Mieście, najmniejszy na obszarach peryferyjnych Torunia.
Największą atrakcją Torunia jest Zespół staromiejski, wpisany na Listę Światowego Dziedzictwa UNESCO. Toruń jako miasto średniowieczne posiada liczne obiekty zbudowane w stylu gotyckim. W centrum Rynku Staromiejskiego mieści się Ratusz, będący siedzibą Muzeum Okręgowego. W gotyckiej bazylice katedralnej św. Jana Chrzciciela i św. Jana Ewangelisty od XVI wieku zawieszony jest dzwon Tuba Dei.
Część historycznej zabudowy jest poddawana renowacji i rewitalizacji, np. dawny Młyn Richtera został adaptowany na instytucję Młyn Wiedzy.
Działające od 2006 roku Żywe Muzeum Piernika należy do Stowarzyszenia Europejskich Muzeów Piernika, zrzeszających muzea polskie, czeskie, niemieckie i słoweńskie, zajmujące się popularyzacją tradycji piernikarskich. Popularyzacją tradycji piernikarskich zajmuje się również Muzeum Okręgowe w Toruniu, w skład którego wchodzi Muzeum Toruńskiego Piernika, zlokalizowane w dawnej fabryce Gustava Weesego przy ul. Strumykowej.
W 2023 roku 89,3% turystów stanowili Polacy, 7,5% turyści zagraniczni, a 3,2% reprezentanci Polonii. Wśród turystów z Polski 29,7% stanowią mieszkańcy województwa kujawsko-pomorskiego, 13,1% mazowieckiego, 12,2% wielkopolskiego. Spośród turystów zagranicznych 31,5% stanowili Niemcy, 10% Anglicy, 10% Ukraińcy, 6% Czesi.
W 2023 roku baza noclegowa w Toruniu wynosiła ok. 7 tys. miejsc.

## Szacunkowa liczba turystów w Toruniu
- 2009 – 1,55 mln[8]
- 2010 – 1,6 mln[8]
- 2011 – 1,63 mln[8]
- 2012 – 1,66[8]
- 2016 – 2,148 mln[9]
- 2017 – 2,317 mln[10]
- 2019 – ok. 2,5 mln[11]
- 2021 – 1,5 mln[4]
- 2022 – 2 mln[4]
- 2023 – ok. 2-2,25 mln[4]

Pomiarami liczby turystów w mieście zajmuje się Ośrodek Informacji Turystycznej w Toruniu.